# يانوش غانتسارتسيك
يانوش غانتسارتسيك (بالبولندية: Janusz Gancarczyk)‏ هو لاعب كرة قدم بولندي في مركز الوسط، ولد في 19 يونيو 1984 في Oława ‏ في بولندا. شارك مع منتخب بولندا لكرة القدم. أما مع النوادي، فقد لعب مع أوبرا أوبول وبولونيا وارسو وزاغويمبيه لوبين وشلوسك فروتسلاو.

## وصلات خارجية
- يانوش غانتسارتسيك على موقع قاعدة بيانات كرة القدم.إي يو (الإنجليزية)
- يانوش غانتسارتسيك على موقع ناشيونال فوتبول تيمز (الإنجليزية)
- يانوش غانتسارتسيك على موقع Soccerway.com (الإنجليزية)